# 알리종 두스 산투스
알리종 브렌동 아우베스 두스 산투스(브라질 포르투갈어: Alison Brendom Alves dos Santos, 2000년 6월 3일~)는 브라질의 육상 선수로 주 종목은 허들이다. 2020년 하계 올림픽과 2024년 하계 올림픽 남자 400m 허들 종목 동메달을 획득했으며 2022년 세계 선수권 대회에서 남자 400m 허들 금메달을 획득했다.
2022년에는 다이아몬드 리그 남자 400m 허들 종목에서 우승했으며 현재 남자 400m 허들 남아메리카 기록과 브라질 국가 기록을 보유하고 있다.